# Radioplane Company

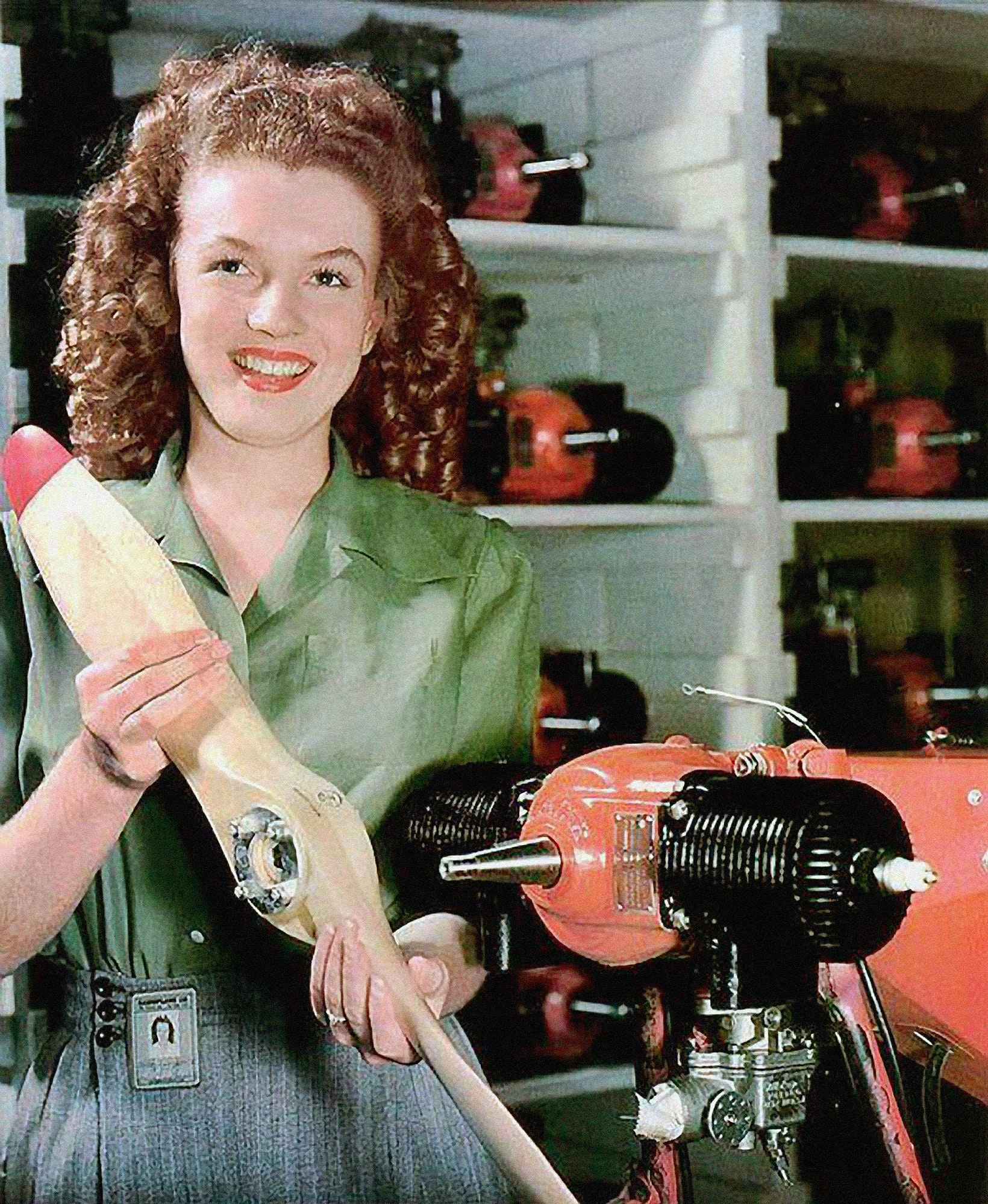
Norma Jeane Dougherty, más tarde conocida como Marilyn Monroe, fue descubierta mientras trabajaba en la fábrica de Radioplane en 1944. El dron es el OQ-3.

La Radioplane Company fue una compañía de aviación estadounidense que producía aviones no tripulados usados principalmente como blancos de artillería. Durante la Segunda Guerra Mundial, produjo más de 9400 ejemplares de su modelo Radioplane OQ-3, un monoplano a hélice, haciéndolo el blanco aéreo más usado en los Estados Unidos. En la era de posguerra, presentaron su serie Radioplane BTT, que se fabricó durante años y finalmente alcanzó casi los 60 000 ejemplares. También produjo varios misiles radio controlados y autónomos, siendo el mayor el GAM-67 Crossbow, que no entró en servicio. La compañía fue comprada por la Northrop Corporation en 1952, y trasladada a una de las fábricas de Northrop en 1962. Uno de los últimos proyectos llevados a cabo en la fábrica original de Radioplane en Van Nuys, California, fue la construcción del Parapente Géminis.

## Historia

### Tiendas de Pasatiempos de Reginald Denny
Reginald Denny sirvió en el Real Cuerpo Aéreo durante la Primera Guerra Mundial, y tras la guerra emigró a los Estados Unidos en busca de fortuna en Hollywood como actor. Tuvo éxito como actor secundario en docenas de películas y prosperó. Como muchos actores de la época, se dedicó a volar por deporte en los años 20, pero luego perdió su dinero especulando con acciones petroleras y mineras.
Entre rodajes, Denny escuchaba ruidos en la casa del vecino y decidió investigar. Descubrió al hijo del vecino intentando arrancar uno de los primeros aeromodelos radio controlados. Denny intentó ayudarle, pero acabaron destruyendo el avión. Mientras trataba de arreglarlo, Denny se familiarizó con la recién creada industria del aeromodelismo, convenciéndole uno de los industriales de que se lo tomara como un pasatiempo. En 1934, inauguró una pequeña tienda de pasatiempos con un colega en el Hollywood Boulevard, pero a los dos años dejó el negocio.

### Reginald Denny Industries
Más tarde, Denny se relacionó (o al revés) con Nelson Paul Whittier, nieto del famoso pionero cuáquero californiano John Greenleaf Whittier. Los dos formaron Reginald Denny Industries en 1935 para desarrollar un nuevo aeromodelo radio controlado, y se les unió el ingeniero electrónico Kenneth Case. En los siguientes tres años intentaron producir un diseño conocido como Radioplane One, o RP-1, esencialmente un aeromodelo muy agrandado, completado con un área de fuselaje que incluía el escalón donde estaría el parabrisas de un avión real. El sistema de control estaba basado en una marcación telefónica: se marcaba el 4 para bajar el elevador, y luego se marcaba el 2 para detener el movimiento. Debido a las latencias del sistema, se encontró que el avión era casi ingobernable.
En 1936, Denny conoció al General W.S. Thiele en Fort MacArthur en Los Ángeles, que se quejó de que costaba 300 dólares remolcar un blanco aéreo con un avión para practicar puntería. También apuntó que el blanco volaba en línea recta, lo que lo hacía poco realista. Denny sugirió que un aeromodelo radio controlado sería una solución más efectiva en cuanto a coste. En un esfuerzo por interesar al Ejército estadounidense en el diseño, había realizado una demostración del RP-1 en Dale Dry Lake el 21 de febrero de 1938, pero la radio falló y el avión se estrelló.
A pesar del accidente, el Ejército acordó comprar tres modelos por 11 000 dólares si podían cubrir ciertos requerimientos en cuanto a prestaciones. En 1938, compraron un nuevo diseño de avión de Fred Hardy y su motor asociado de Walter Righter, que había suministrado los motores de sus diseños previos. Comenzaron a comercializarlos como el "Dennyplane" con el motor "Dennymite". Tras un desarrollo continuado, mostraron el diseño al Ejército en marzo de 1939 como RP-2, y resultó más exitoso.
En noviembre, mostraron el RP-3, que usaba tubos de acero soldados en el fuselaje, en lugar de la madera de balsa encolada y atornillada, y añadía la novedosa característica de un paracaídas que podía activarse cuando el vuelo acabase, haciendo los aterrizajes mediante la simple tarea de apretar un botón. Se llevaron a cabo pruebas en March Field, al este de Los Ángeles. Estas primeras pruebas no fueron muy satisfactorias, pero rápidamente se implementaron una serie de mejoras en el diseño. Sin embargo, en ese momento la hacienda Whittier abandonó la financiación.

### Radioplane
Denny y Whittier buscaron banqueros que les proporcionaran un crédito a corto plazo, y uno de ellos les puso en contacto con Whitney Collins, un vicepresidente de Menasco Motors Company y empresario en ciernes. Collins y Denny estimaron que costaría entre 50 000 y 75 000 dólares conseguir que el RP-3 alcanzara las prestaciones solicitadas por el contrato original de 11 000 dólares, pero Collins estaba dispuesto a arriesgarse ya que esto conduciría a negocios futuros. Collins y su socio Harold Powell separaron el programa de drones de Reginald Denny Hobby Shops y formaron Radioplane con Denny and Whittier. Más tarde, a Whittier le compraron su parte.
Se necesitó otro año de desarrollo significativo antes de que el nuevo diseño del RP-4 fuera completado, habiendo sido extensamente rediseñado por Ferris Smith, un ingeniero aeronáutico bien conocido. Las pruebas se completaron montando los aeromodelos en un soporte en la parte frontal de un Packard Twelve Senior y conduciéndolo arriba y abajo por el Muroc Dry Lake a velocidades de hasta 190 km/h. Junto con cambios significativos en la aerodinámica, el nuevo diseño presentaba hélices lado a lado contrarrotativas para contrarrestar el par motor generado por su nuevo motor Sidewinder, y tren de aterrizaje triciclo. El RP-4 también usaba un nuevo sistema de control basado en joystick que los operadores encontraron más fácil de usar. Se entregaron tres ejemplares al Ejército, que emitió una orden por 53 ejemplares adicionales.
Los modelos de producción fueron aún más modificados, conocidos por Radioplane como RP-5, y por el Ejército como Radioplane OQ-2. Comenzaron a ser entregados en junio de 1941.

### Trabajos en tiempo de guerra

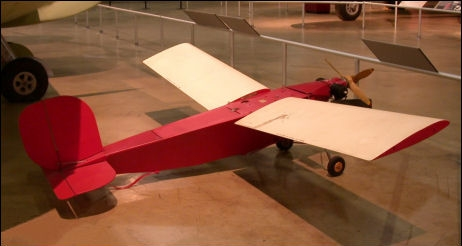
El OQ-2 fue el principal éxito de la compañía. Nótense las hélices contrarrotativas.

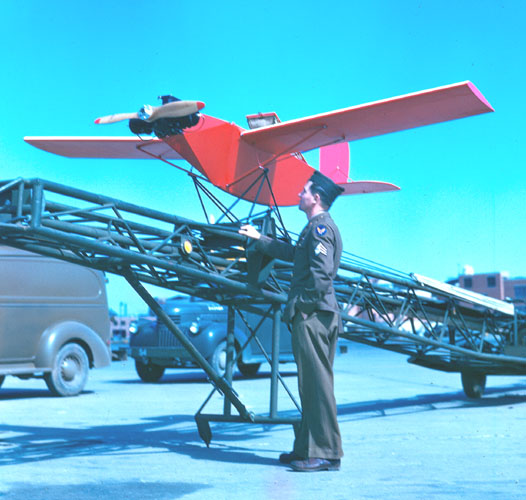
Se produjeron más de 9400 ejemplares del ligeramente modificado OQ-3.

Las órdenes comenzaron a llegar, y la compañía se expandió a las antiguas fábricas de Timm Aircraft en la esquina noreste del Aeropuerto de Van Nuys en 1942, cuando Timm se trasladó al lado occidental. En mayo de 1942 apareció el actualizado RP-5A, diferenciándose principalmente en que el motor Righter O-15-1 de 4,7 kW (6,3 hp) propulsaba hélices alineadas en lugar de lado a lado, junto con un tren de aterrizaje de rueda de cola. El Ejército lo compró como OQ-2A, lo que condujo a que la Armada comprase una versión ligeramente modificada como TDD-1, por Target Drone, Denny, 1. Los modelos de la Armada carecían de tren de aterrizaje, que era inútil en el agua. El OQ-2B tenía una estructura aligerada mediante la perforación de agujeros en las costillas alares.
En 1943 se demandó una versión más rápida, que desembocó en la introducción de diciembre del OQ-3, o TDD-2. Era esencialmente una versión reforzada del OQ-2 con un mayor motor O-15-3 de 6 kW (8 hp) que le permitía alcanzar los 166 km/h. También usaba una única hélice en lugar de la versión contrarrotativa del OQ-2, ya que los efectos del par motor ya no preocupaban a los operadores. El OQ-3/TDD-2 fue el dron de Radioplane más producido en la época de guerra, con más de 9400 producidos.
Fue en la línea de ensamblaje del RP-5 donde, en 1944, el fotógrafo del Ejército David Conover vio a una joven operaria llamada Norma Jeane Dougherty, de la que pensó que tenía potencial como modelo. Fue fotografiada trabajando en un OQ-3, y acabó realizando una prueba cinematográfica como Norma Jeane, que pronto cambiaría su nombre a Marilyn Monroe.
En noviembre de 1943, la compañía produjo el OQ-7, esencialmente un OQ-3 con algunos lavados de cara y una nueva ala media ligeramente aflechada. Alcanzó los 180 km/h, pero no fue puesto en producción.
Un diseño totalmente nuevo fue introducido en abril de 1944, el RP-8. Estaba propulsado por un nuevo O-45-1 de 16 kW (22 hp), permitiéndole alcanzar los 227 km/h. Fue puesto en servicio como OQ-14 y TDD-3, y un motor mayor O-45-35 fue usado en el TDD-4 de la Armada. El RP-10 probó una nueva ala baja en un OQ-7 sin modificar. Un nuevo Righter O-45 de cuatro cilindros y 16 kW (22 hp) propulsó el RP-14, que alcanzó los 270 km/h. Un motor O-60 de cuatro cilindros y 45 kW (60 hp) de la McCulloch Motors Corporation proporcionó velocidades de 314 km/h en dos RP-15 (OQ-6A) experimentales en noviembre de 1944. La combinación de este motor con un fuselaje con recubrimiento metálico y alas totalmente nuevos produjo el RP-19, que alcanzó los 230 km/h. Se produjeron alrededor de 5200 OQ-14/TDD-3. Se produjo el OQ-17/TDD-4 añadiendo el más potente motor O-45-35, pero solo se produjeron pequeñas cantidades.
Hacia el final de la guerra, el área de fábrica de la compañía había crecido de los 90 m² en 1940 a los 6500 repartidos en cinco edificios, y estaba entregando 50 drones al día. La compañía, junto con su socio de producción Frankfort, produjo finalmente cerca de quince mil drones durante la Segunda Guerra Mundial. La planta de motores de Righter permaneció en Burbank, y fue comprada finalmente por Radioplane en mayo de 1945.

### Posguerra, compra por Northrop

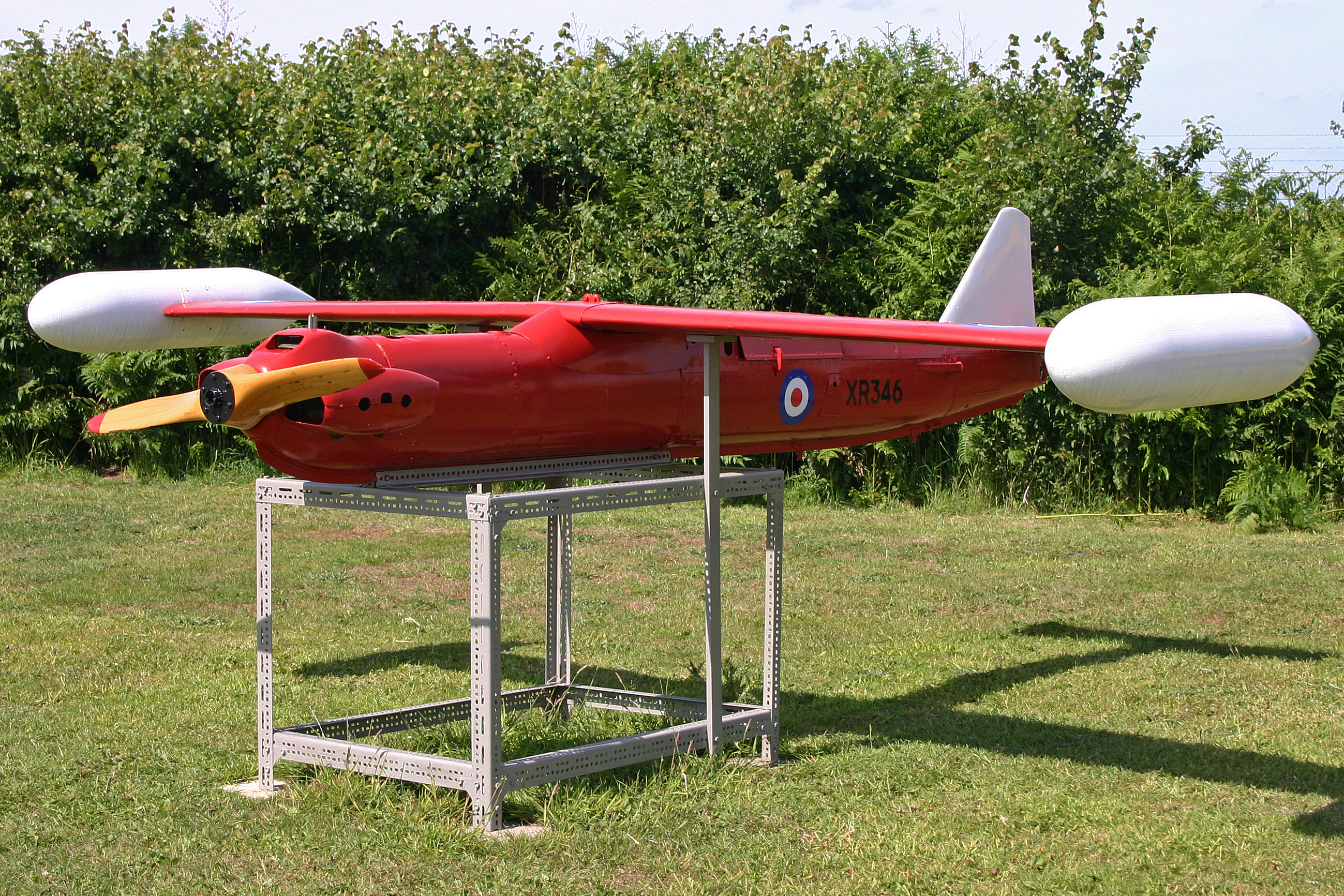
El Shelduck fue el mayor éxito de Radioplane, con 60 000 ejemplares producidos en varias décadas.

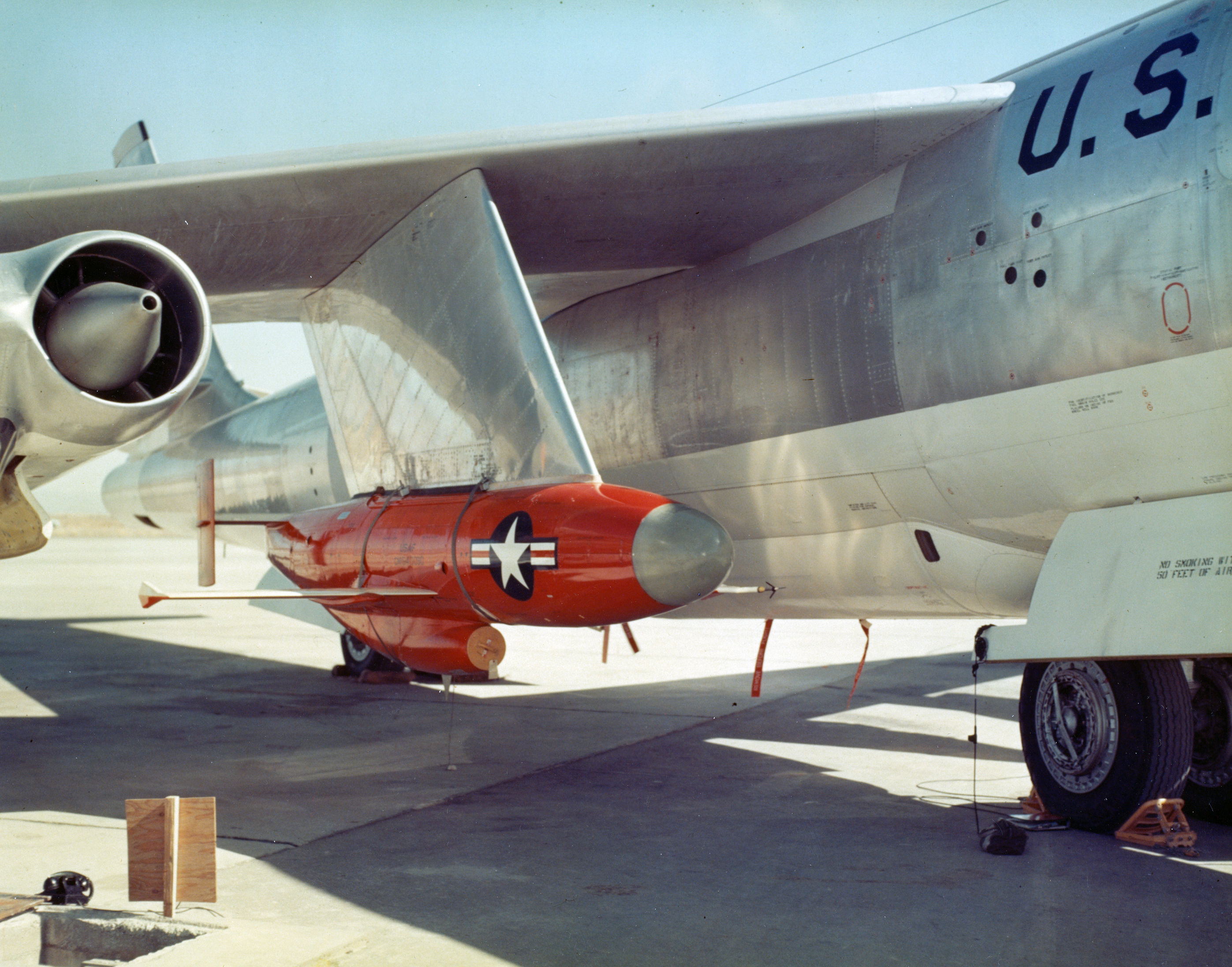
El Crossbow permitió que aviones de la USAF como este B-47 atacasen silos de misiles soviéticos mucho antes de acercarse a ellos.

A medida que el receso de posguerra comenzó a tener efecto, Denny finalmente vendió su participación del 25 por ciento en la compañía a Collins en 1948.
Hacia el final de la guerra, la compañía comenzó el desarrollo de un diseño de dron enteramente nuevo conocido como el Basic Training Target (Blanco de Entrenamiento Básico), o BTT. A diferencia de los modelos previos que conservaban cierta semejanza con sus aeromodelos originales, la serie BTT tenía recubrimiento metálico y era mucho más aerodinámica. Los primeros ejemplares montaban un motor McCullough O-100-1 de 54 kW (72 hp), eran capaces de alcanzar los 350 km/h, y fueron diseñados de tal manera que a 210 m (700 pies) de altitud, aparentaba y volaba como un caza reactor volando a 1100 km/h a 270 m (300 yardas) de altitud. Fue puesto en servicio en 1950, estando todavía en uso algunos ejemplares en los años 80.
Otra mejora fue el OQ-19/KD2R-5, con un McCullough de 71 kW (95 hp) que alcanzaba los 370 km/h. Incluía montajes de punta alar para reflectores radar con forma de lágrima que permitían usarlos con varias armas y misiles guiados por radar. Fueron puestos en servicio como MQM-36 Shelduck, y acabaron siendo el mayor éxito de la compañía, con 60 000 ejemplares en una producción que llegó hasta los años 80. Una versión modificada del Shelduck, el RP-71 Falconer (MQM-57), añadió un piloto automático y montajes de cámaras para realizar tareas de reconocimiento del campo de batalla.
Para alcanzar velocidades aun mayores, la compañía comenzó a experimentar con sistemas de pulsorreactor inmediatamente después de la guerra, construyendo dos diseños experimentales, los RP-21 y RP-26. En respuesta a una demanda de blancos aéreos no tripulados de alta velocidad realizada por parte de la recién formada Fuerza Aérea de los Estados Unidos, en 1950 la compañía introdujo el Radioplane Q-1, propulsado por un pequeño pulsorreactor. Un intento de construir una versión con el turborreactor Continental YJ69 no generó órdenes de producción, y la tarea fue asumida por el Ryan Q-2 Firebee. Solo se produjeron unas pocas docenas del Q-1 en total. Sin embargo, el Q-1 a reacción fue más tarde usado en el desarrollo del GAM-67 Crossbow, un misil antirradiación experimental de largo alcance. En 1953, se comenzó el desarrollo del RP-61, un dron a reacción supersónico que estaba propulsado por un motor XJ81 y era capaz de alcanzar Mach 1,55. Siguieron varios modelos mejorados, pero solo se produjeron 25 ejemplares en total.
La compañía fue comprada por Northrop en 1952, convirtiéndose en la Radioplane Division de Northrop. La fábrica se trasladó más tarde a una planta de Northrop en Newbury Park, y el nombre se cambió a Ventura Division, Northrop Corporation.